# Prêle des champs
Pour les articles homonymes, voir Prêles.
Equisetum arvense
Espèce
Statut de conservation UICN

 LC  : Préoccupation mineure
La Prêle des champs (Equisetum arvense), parfois appelée Queue-de-cheval, Queue-de-rat ou Queue-de-renard, est une espèce végétale de la famille des Equisetaceae.
Elle appartient au groupe des Ptéridophytes (cryptogames vasculaires). Elle a des usages ethnopharmacologiques nombreux et anciens, et potentiellement de nouveaux usages, en cours d'étude.

## Description

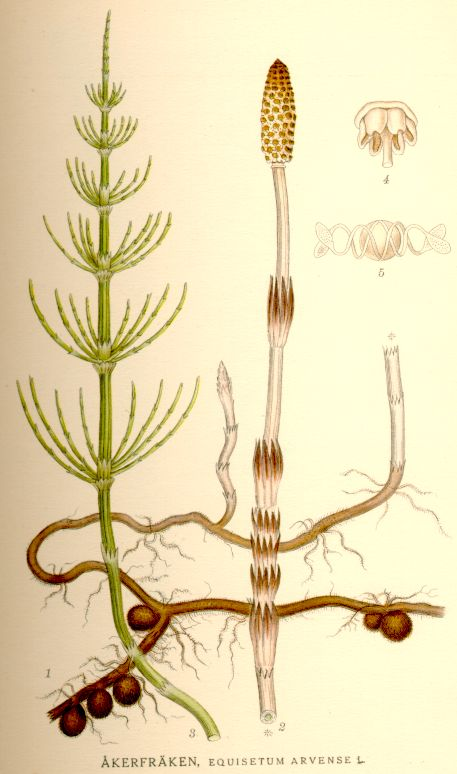
Caractéristiques morphologiques dEquisetum arvense.

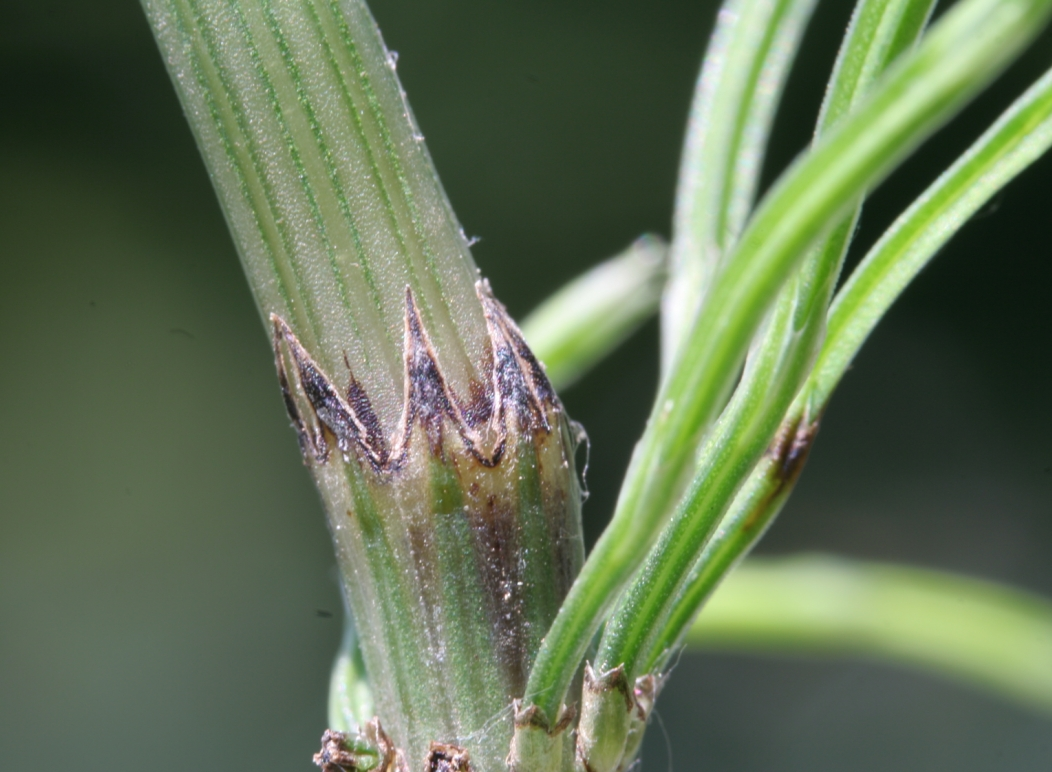
Détail des gaines dentées sombre et d'un verticille de rameaux.

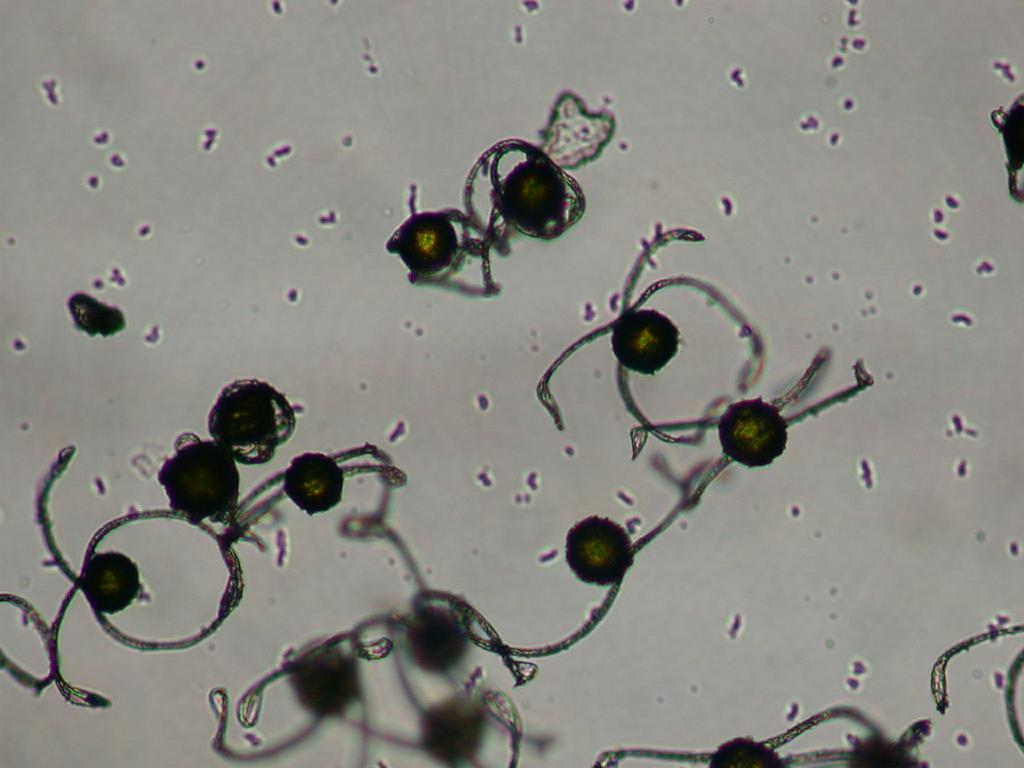
Spores en milieu sec.

Cette plante vivace de 20 à 50 cm de haut présente deux types de tiges : fertiles et stériles ce qui permet de la différencier de la Prêle des marais (Equisetum palustre) (clef no 1).
Dans les deux cas, les feuilles sont réduites à de simples collerettes situées au niveau des nœuds des tiges et rameaux, sous forme d'une courte gaine dentée.
Chez cette espèce, cette gaine porte de 6 à 12 dents, de couleur sombre (voir photo ci-contre), contre 20 à 30 dents pour la grande prêle (clef no 2).

### Appareil végétatif
Les tiges stériles, vertes, se forment à partir d'avril - mai à partir d'un rhizome souterrain qui se multiplie rapidement. Grêles et à petite lacune centrale, elles portent au niveau de leurs nœuds des verticilles de rameaux grêles, à section quadrangulaire et en forme d'étoile à quatre branches.

Le premier article de chaque rameau est plus long que la gaine dentée correspondant au verticille du rameau sur la tige centrale contrairement à la Prêle des marais (Equisetum palustre) (clef no 3).

### Appareil reproducteur

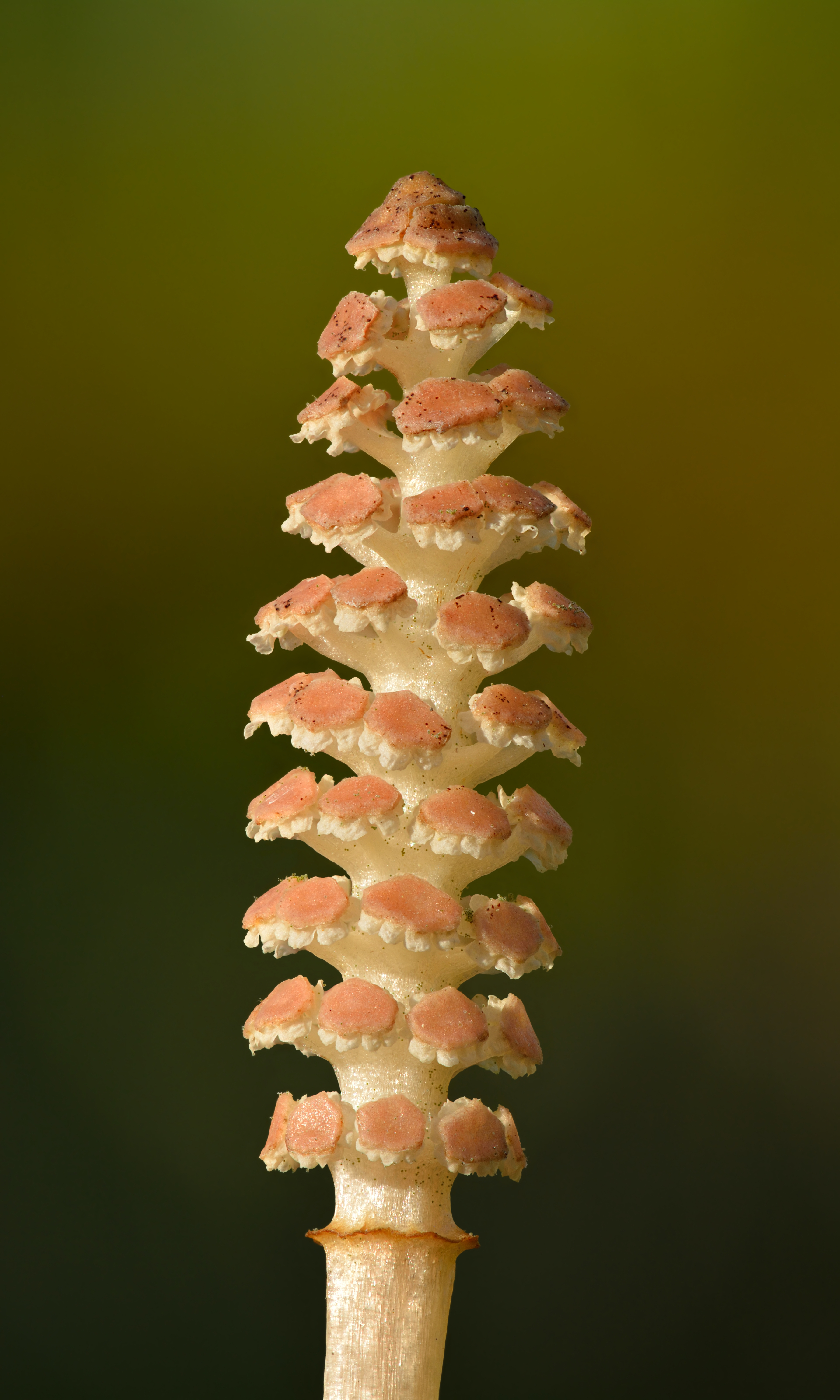
Tige fertile de prêle des champs, vers Keila, Estonie. Mai 2021.

Les tiges fertiles ne sont ni ramifiées, ni garnies de verticilles de rameaux.

Elles portent par contre un épi terminal oblong constitué de sporangiophores (structure portant des sporanges) disposés en verticilles et pédonculés). Ils produisent des spores vertes.

### Tige mixte
Des tiges stériles présentent parfois un épi terminal embryonnaire, plus ou moins avorté.

## Répartition et habitat
Hormis en Australie, Afrique et Amérique du Sud, cette espèce est présente sur tous les continents, avec un centre répartition situé en Europe.
Elle vit dans les lieux humides et dans les terres neutres sablo-limoneuses, souvent sur les berges, talus de champs ou de fossés ou à leur proximité.

## Profil phytochimique
Veit et al. en 1995 notent que son profil phytochimique montre qu'elle est riche en acide silicique (jusqu'à 70 % de silice sous forme soluble), en flavonoïdes et en manganèse.
Rien que du point de vue de leur teneur en alcaloïdes, les chemotypes de prêles sont très divers. Ces molécules, qui sont des métabolites végétaux secondaires azotés généralement toxiques à faible dose, intéressent les toxicologues, écotoxicologues et écoépidémiologistes, car ils sont souvent cause d'empoisonnements parfois chez l'Homme et souvent chez les bovins et d'autres animaux domestiques (en pâture ou quand ils mangent du foin ou un ensilage en contenant des doses trop élevées, faute d'autre nourriture disponible). 
Les moyens d'analyse de ces alcaloïdes se sont beaucoup améliorés, permettant en 2020 à des chercheurs allemands de prouver que le stade ontogénétique (stade de développement de la plante) explique des données antérieures de la littérature qui apparaissaient contradictoires. Le taux des principaux alcaloïdes décrits chez les prêles varie significativement selon l'âge de l'individu, mais le site où est présent l'alcaloïde, lui ne varie pas. La somme des deux alcaloïdes [Palustrine + Palustridiène] varie du simple au quadruple (de 213 à 994 mg par kg de matière sèche). Le taux d'alcaloïdes est le plus haut aux premiers stades de développement et ne semble pas tant dépendre que de la saison, mais aussi de la température dans l'environnement de la plante.
En 2007, le vétérinaire Bob Wright, en citant en 2007 JM.Kingsbury (1964) écrit dans une note publiée par l'OMAFRA, que les Equisetum contiennent des silicates, de l'acide aconitique, de l'acide palmitique, des traces de trois alcaloïdes sont parfois citées (voir plus bas), de la 3-méthyloxypyridine, de la diméthylsulfone et une enzyme problématique : la thiaminase ; et c'est cette dernière qui pourrait selon lui en partie expliquer les symptômes observés chez les chevaux, car elle inhibe la thiamine (autrement dit la vitamine B1), mais il n'arrive pas à expliquer les symptômes neurologiques également observés.

Concernant les alcaloïdes, trois sont cités : 
1. L'équisitine[13] ;
2. La palustrine (mais Isabel Tipke et ses collègues (2019) n'ont pas retrouvé cette molécule dans la Prêle des champs, uniquement chez trois des 14 autres espèces de prêle : E. palustre, E. bogotense et E. giganteum, de même que pour le palustridiène)[13] ;
3. La nicotine, retrouvée à des taux variables, mais parfois à plus 250 μg/kg dans cette prêle[13].

D'autres composants inventoriés de la plante et ayant un potentiel intérêt médicinal sont des glucosides, des flavonoides, des saponosides, des saponines (équisétonine et équisétogénine), des triterpénoïdes, des tanins, du carbonate de calcium, et aussi du potassium, manganèse, fer, manganèse et aluminium (sous forme de chlorures et de phosphates) ainsi que des vitamines (surtout riche en vitamine C ; à hauteur de 200–260 mL),,.

## Utilisations

### Histoire des usages médicinaux
Equisetum arvense L. a des usages médicinaux anciens et nombreux. Avec sa cousine Equisetum telmateia (qui présente également un effet antioxydant), c'est même la prêle la plus utilisée par la pharmacopée traditionnelle au sein de la trentaine d'espèces du groupe des Equisetum dont beaucoup étaient utilisées par la pharmacopée traditionnelle, et l'une des plantes les plus prescrites au monde en phytothérapie.
Dans la plupart des pays, seules les parties aériennes des tiges stériles sont utilisées ; généralement en infusion ou décoction mais aussi parfois sous forme de jus, de poudre, d'alcoolat, de SIPF ou de teinture mère voire (expérimentalement) d'huile essentielle. Dans certaines régions ou pays (Roumanie et autres pays de l'Est de l'Europe par exemple), les racines sont utilisées aussi, et pour de nombreux usages : inflammation,,, mais aussi ulcères, tumeurs cutanées, démangeaisons, cicatrisation, ecchymoses, engelures, leucorrhée, panaris, hyperhidrose du pied, impétigo, furoncle, dermatite ou encore névrodermite).
De même que le coudrier, les amérindiens de l'Amérique du Nord utilisaient la prêle des champs pour soigner les dents et certains maux de dents. Les amérindiens lui prêtaient aussi des vertus analgésiques.
Grâce à sa richesse en éléments minéraux surtout en silice, mais aussi en potassium, et en calcium, elle a un effet à la fois reminéralisant et diurétique.

Le manuel d'herboristerie, étudié pour l'examen national jusqu'en 1942 la prescrivait pour ses minéraux afin de soigner la peau, les tissus conjonctifs en cas de fragilité des cartilages, des tendons et des os et dans l'acné. 
Sa galénique SIPF est préconisée pour renforcer les os et les phanères, indications déjà présentes dans la médecine indienne traditionnelle par exemple documentée dans les tribus de la vallée Bangus du Cachemire Himalaya, en Inde.
Depuis les années 1990, de nombreuses études ont précisé ses vertus médicinales.
Selon une enquête bibliographique récente (2021) la prêle est la plus utilisée traditionnellement « comme diurétique, suivie du traitement des maladies génito-urinaires (maladies rénales, uréthrites, calculs rénaux et autres), de l'inflammation, de la cicatrisation, des maladies rhumatismales, de la prostatite et de l'hypertension ». Nombre de ces effets (et d'autres) ont été confirmés en laboratoire, pas toujours aussi efficaces que les médicaments synthétisés par l'industrie pharmaceutique, mais sans effets secondaires.

#### Effets phytopharmaceutiques avérés
Ses effets anti-inflammatoires et diurétiques sont les plus connus depuis longtemps (en Europe notamment). À partir de la fin du XXe siècle, ils ont été confirmés sur le modèle animal et via des essais cliniques.
Cette espèce (comme d'autres prêles parfois) est utilisée pour :
- traiter par ses effets diurétiques par exemple des problèmes rénaux[15], digestifs et urinaires. Par exemple en Arabie saoudite, elle est utilisée dans de nombreux pays contre la goutte et l'hypertension et prévenir les calculs urinaires[15] ;
- renforcer les dents, ongles, cheveux et le système osseux)[24] ; elle est dans ce cas traditionnellement prise en infusion et en tant que reminéralisante[17], mais on a récemment montré que son extrait hydrométhanolique semble aussi avoir un effet modulateur de l'ostéoclastogenèse, laissant penser que cette prêle pourrait améliorer la régénération osseuse, dans le cas de l'ostéoporose notamment[25],[26],[27] ;
- soigner certains problèmes dermatologiques (probablement grâce à ses effets anti-inflammatoires)[17].
Remarque : chez une espèce proche (Equisetum palustre), on a découvert, en 2009, un flavonol diglucoside qui a montré un effet anti-ulcérogène[28] et anti-inflammatoire (dont on a montré qu'il n'est pas dû qu'à la silice[29] ;
- soigner le saignement de nez ou prévenir des hémorragies (en Chine) ;
- protéger le foie et soigner la jaunisse ou l'hépatite (La Prêle des champs est ainsi utilisée en Chine)[30]. Parmi deux types de pétrosines phénoliques isolées dans cette plante (en 2004) (l'onitine et l'onitine-9-O-glucoside) et quatre flavonoïdes (apigénine, lutéoline, kaempférol-3-O-glucoside et quercétine-3-O-glucoside, deux molécules (l'onitine et la lutéoline) ont montré (sur des cultures cellulaires humaines) des effets hépatoprotecteurs[30] ;
- prévenir les convulsions ;
- prévenir les œdèmes ;
- traiter la ménorragie ;
- sédater, améliorer le sommeil et certains troubles anxieux. Une étude universitaire indienne (2011) a comparé chez la souris de laboratoire, les effets du diazepam à ceux d'extraits (50 et 100 mg/kg) d' E. arvense par l'éther, le chloroforme et l'éthanol ou l'eau ont des effets sédatifs et anxiolytiques significatifs[31]. L'extrait éthanolique (100 mg/kg) a prolongé le sommeil induit par la kétamine et diminué l'activité locomotrice de l'animal, mais moins que le diazépam. Les flavonoïdes pourraient expliquer cet effet[31] ;
- réduire (via une décoction) certains problèmes rhumatologiques[32] et de névralgies[32], et notamment l'inflammation auto-immune de la polyarthrite rhumatoïde (PR)[33],[24], en inhibant certaines cellules immunocompétentes polyfonctionnelles[19]. Dans ce dernier cas, un essai contrôlé randomisé a été conduit par l'Hôpital et l'Université de Zhengzhou (Chine), sur 60 cas de patients atteints de PR. Il a fait conclure à « un effet curatif remarquable sur la polyarthrite rhumatoïde, et que son application clinique est sûre et fiable. Le traitement a un effet régulateur à la baisse évident sur le facteur cellulaire TNF-α lié à la PR, c'est-à-dire qu'il peut réguler à la baisse le niveau de facteur pré-inflammatoire TNF-α ainsi que le niveau de facteur anti-inflammatoire IL-10 »[34] ;
La capacité immunomodulatrice d'un extrait de prêle commun standardisé disponible dans le commerce a été testée sur la fonction lymphocytaire primaire humaine in vitro ; cet extrait a inhibé la prolifération des lymphocytes , sans induire d'apoptose ni de nécrose, dont en diminuant l'expression des récepteurs de surface CD69 et IL-2 et la production intracellulaire d'IL-2 ; il a aussi inhibé les fonctions effectrices, ce que montre une production réduite d'IFN-γ et de TNF-α[19] ;
- mieux lutter contre des infections ; l'espèce présente des vertus antimicrobiennes[35], notamment dans son huile essentielle[36] ; des extraits aqueux et éthanoliques d'Equisetum arvense ont notamment montré des effets contre des bactéries pathogènes qui ont développé des résistances aux antibiotiques et sont de plus en plus sources de maladie nosocomiale : Staphylococcus, Bacillus, Escherichia coli, Klebsiella et Candida[37],[38],[39],[40],[26],[17],[33].
Au sein de cellules endothétliales vasculaires exposées à un stress hyperosmotique, un extrait de cette prêle a eu un effet antibactérien, associé à une modulation du stress oxydatif ainsi qu'à une réduction de l'inflammation et de l'apoptose[41] ;
- l'administration chronique d'extrait hydroalcoolique de tiges d'Equisetum arvense chez le rat âgé (50 mg/kg, i.p.) a amélioré ses performances cognitives (mémoire notamment), sans aucune manifestation de toxicité ; et in vitro, l'extrait de prêle diminuait les substances réactives à l'acide thiobarbiturique ainsi que la formation de nitrites, sans altérer l'activité de la catalase. Guilherme dos Santos et ses collègues, en 2005, ont attribué ces effets positifs, au moins en partie, aux propriétés antioxydantes de la prêle des champs[42] ;
- une autre étude a en 2020 confirmé un effet antioxydant de l'extrait éthanolique (alcoolature) d'Equisetum arvense, et a également démontré un effet cytotoxique et suppressif contre la lignée cellulaire de carcinome pancréatique humain ASPC-1 (cet extrait a diminué la viabilité et la croissance de ces cellules cancéreuses d'une manière qui semblait dose-dépendante), faisant conclure à un potentiel d'agent anticancéreux alternatif pour le traitement du carcinome pancréatique (PC), avec aucun ou peu d'effets secondaires pour le patient[43] ;
- en usages topiques (extraits de plante, pommade…), un effet cicatrisant est constaté en chez le rat par Ozay et al. en 2010[39]. En 2011, Hayat et al. ont confirmé (toujours chez l'animal) cet effet[40], qu'Asgharikhatooni et al. constateront aussi chez la femme en 2015 en le testant en Iran sous forme de (pommade à 3 %) chez chez des mères nullipares, avec un placebo, sur des cicatrices d'épisiotomies (douloureuses et sources d'inconfort) ; après quelques jours, la cicatrisation est améliorée et la douleur est moindre dans le groupe traité avec cette pommade[44],[24]. 
Suntar et al. en 2012 estiment que ce sont les antioxydants de la prêle qui amélioreraient la cicatrisation, en éliminant ou entravant spécifiquement la formation d'espèces réactives de l'oxygène[45] ;
- d'autres chercheurs tels Patova et al. en 2019, Kour et al. en 2017, Pallag et al. en 2018, Steinborn et al. en 2018, ou encore Arbabzadegan et al. en 2019 ont aussi conclu qu'Equisetum arvense pourrait aider à lutter contre les troubles et les maladies induites par un stress oxydatif ;
- des propriétés antidiabétiques ont aussi été découvertes[24] ;
- elle réduit le taux de créatinine urinaire (en laboratoire, chez le rat)[24] ;
- des propriétés antiprolifératives (dose-dépendantes) sont démontrées, probablement induites par les antioxydants naturels contenus dans cette prêle. En laboratoire, des extraits aqueux ou par 3 solvants chimiques (n-butanol, méthanol ou acétate d'éthyle) ont tous contribué au piégeage de radicaux peroxyles (lipidiques notamment), et ils ont significativement inhibé la croissance cellulaire (mais plus ou moins selon la lignée cellulaire testée, selon le type d'extrait et sa concentration ; c'est l'extrait par acétate d'éthyle le plus concentré qui s'est montré in vitro le plus antiprolifératif) ; et sans stimuler la croissance de cultures de cellules tumorales humaines[46].
Nunes et al. en 2017 ont trouvé que dans les extraits de prêle l'activité antioxydante est liée au taux de composés phénoliques[47],[48] ;
- un effet antidiabétique est évoqué, car chez le rat de laboratoire victimes d'un diabète induit par la streptozotocine, un extrait de cette prêle a modulé la sensibilité à l'insuline[49] ;
- certaines de ses vertus, immunomodulatrices notamment, semblent lui conférer un intérêt comme agent potentiel de lutte contre certains cancers (cette Prêle s'est par exemple montrée en laboratoire (étude de 2012) capable de bloquer la reproduction de cellules leucémiques, sur des cultures cellulaires de souris)[50].

#### Variabilité des effets
De nombreuses plantes ont des effets pharmaceutiques variant selon l'habitat, le climat, le patrimoine génétique de la plante, son exposition à un stress, et selon son stade de croissance.
On sait que le taux de phénol d'une prêle varie de manière interspécifique et intraspécifique, et on a récemment montré chez d'autres prêles que le taux d'alcaloïde décroissait avec l'âge dans la plante.

### Usage alimentaire
D'une texture rendue désagréable pour les dents, en raison de sa teneur très élevée en silice, elle a néanmoins quelques usages alimentaires, au Japon notamment.
Les jeunes pousses de prêle sont consommées en salade comme des asperges, à titre d'aliment comme à titre de nutriment. François Couplan décrit les jeunes tiges stériles comme « tendres et juteuses, malgré une forte teneur en silice qui les fait crisser sous la dent (…) Les pousses fertiles, quant à elles, sont raisonnablement mangeables lorsqu’elles sont vraiment très jeunes… » ; elles sont plus agréables lorsqu'accommodées en « bouillon japonais » (dit Dashi). Au Japon, les jeunes pousses, appelées tsukushi (ツクシ), font partie des herbes sauvages dont les japonais sont friands.

### Usage agronomique / jardinage
Les 15 espèces connues de prêle (classées en 2 sous-genres : Equisetum et Hippochaete) ont en outre toutes un potentiel comme amendement des sols, car leur silice, bien plus biodisponible que celle du sable y améliore la tolérance des plantes aux maladies, à la sécheresse et à la l'écotoxicité des métaux lourds et métalloïdes).
Les jardiniers l'utilisent sous forme de purin de prêle, comme amendement, comme activateur de compost et en pulvérisation contre les maladies cryptogamiques (oïdium ; mildiou ; cloque du pêcher ; tavelure du pommier, rouille ; monilia ; fonte des semis… 
Ce purin, qui complète le purin d'ortie ou de consoude est fabriqué par le jardinier ou peut maintenant être acheté en jardinerie.
Cette prêle volontiers envahissante n'est généralement pas bienvenue au jardin, mais certains l'y maintiennent entre des parois étanches et semi-enterrées (pour que le rhizome n'en sorte pas) en coupant les têtes de tiges fertiles avant qu'elles ne produisent de spores.

## Toxicité?
Dans les années 1990, peu de données toxicologiques étaient disponibles sur les effets secondaires des prêles en général, mais une espèce proche, la prêle des marais était considérée comme parmi les plantes les plus toxiques pour le bétail pâturant dans les zones humides, en raison de sa teneur élevée en certains alcaloïdes probablement.
La toxicité spécifique d'Equisetum arvense L. n'a que récemment été testée à la fois sur le modèle animal et sur des cultures de cellules humaines ; elle semble nulle ou très faible :
- les tests toxicologiques faits au Japon par Miwa et Sakuma en 2009[54], puis par Tago et al., en 2010[55] ont conclu à une toxicité très faible ou nulle (DL50 de plus de 5 000 mg/kg de poids corporel) ;
- administrée par voie orale à raison de 0 ; 0,3 ; 1 ; et 3 % de l'alimentation durant 13 semaines chez des rats de laboratoire (rats F344, mâles et femelles) Equisetum arvense n'a montré aucune toxicité détectable en termes de signes cliniques, d'évolution du poids corporel ni du poids des organes, d'analyse d'urine. Elle n'a pas non plus changé les données hématologiques ni biochimiques sériques. Et aucune lésion histopathologique visible au microscope n' été associée à ces traitements. La dose sans effet nocif observé (NOAEL) est donc a priori, dans les conditions de cette étude, supérieure à 3 % chez les deux sexes du rat F344 (mâles et femelles : > 1,79 g/kg pc/jour et > 1,85 g/ kg BW / jour, respectivement).

### Toxicité pour le bétail et les chevaux?
Cette espèce semble, comme pour toutes les prêles, dans la nature naturellement peu appétente pour les herbivores.
La plante peut néanmoins être retrouvée dans le foin récolté sur des zones où les prêles prolifèrent et alors être plus facilement mangée en grande quantité par des herbivores domestiques. Dans de telles circonstances, la Prêle des champs cause des empoisonnements parfois mortels de bovins et de chevaux (une note cite le cas d'un cheval de 454 kg ayant mangé 2 kg de foin de prêle par jour pendant 1-2 semaines). Cette hypothèse a été émise dans les années 1950, notamment à la suite de deux courtes observations rapportées par l'American Fern Journal :
- une note (signée Kane 1949) évoque un article du New York Times qui laissait entendre que la haute teneur en silice de la Prêle des champs a un effet, notamment laxatif sur les chevaux.
Et, selon une étude ethnobotanique, la prêle étaient autrefois utilisée à Bagnes (Suisse) en infusion diurétique « comme dépuratif pour les vaches (on ne l'utilisait pas pour les mulets) » et des compresses de tisane de prêle servaient à traiter leurs mamelles en cas de mammite[59] ;
- une autre note, de Gasser (1949) évoque un alcaloïde pouvant expliquer une toxicité de la plante.

### Autre
Elle possède des propriétés fongicides : le purin de prêle (décoction) pulvérisé sur le feuillage d'autres plantes est un traitement préventif contre les maladies cryptogamiques sans doute par renforcement des défenses de la plante grâce à la silice.
L'infusion est de couleur jaune verdâtre et cette prêle donnerait un colorant jaune[réf. nécessaire].
En raison de sa forte teneur en silice (10 %), elle était autrefois utilisée pour décaper, nettoyer ou même polir le laiton, le cuivre et les métaux précieux.

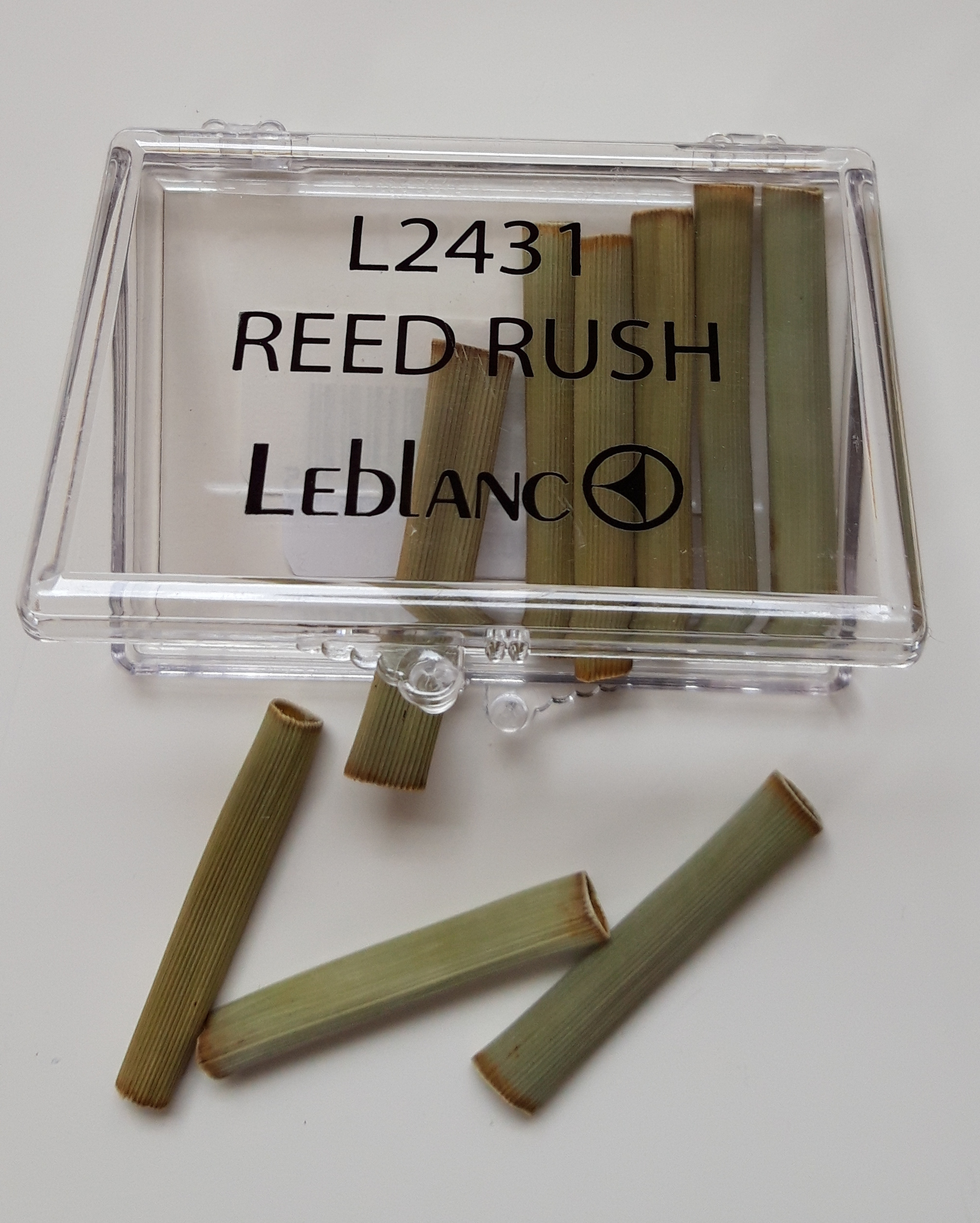
Tiges de prêle pour le grattage des anches.

En lutherie et ébénisterie, elle est utilisée pour le polissage, le grattage des anches... Pour exemple, Jean-François Boüin, dans son ouvrage, donne la méthode pour l'entretien d'une vielle à roue.

## Galerie

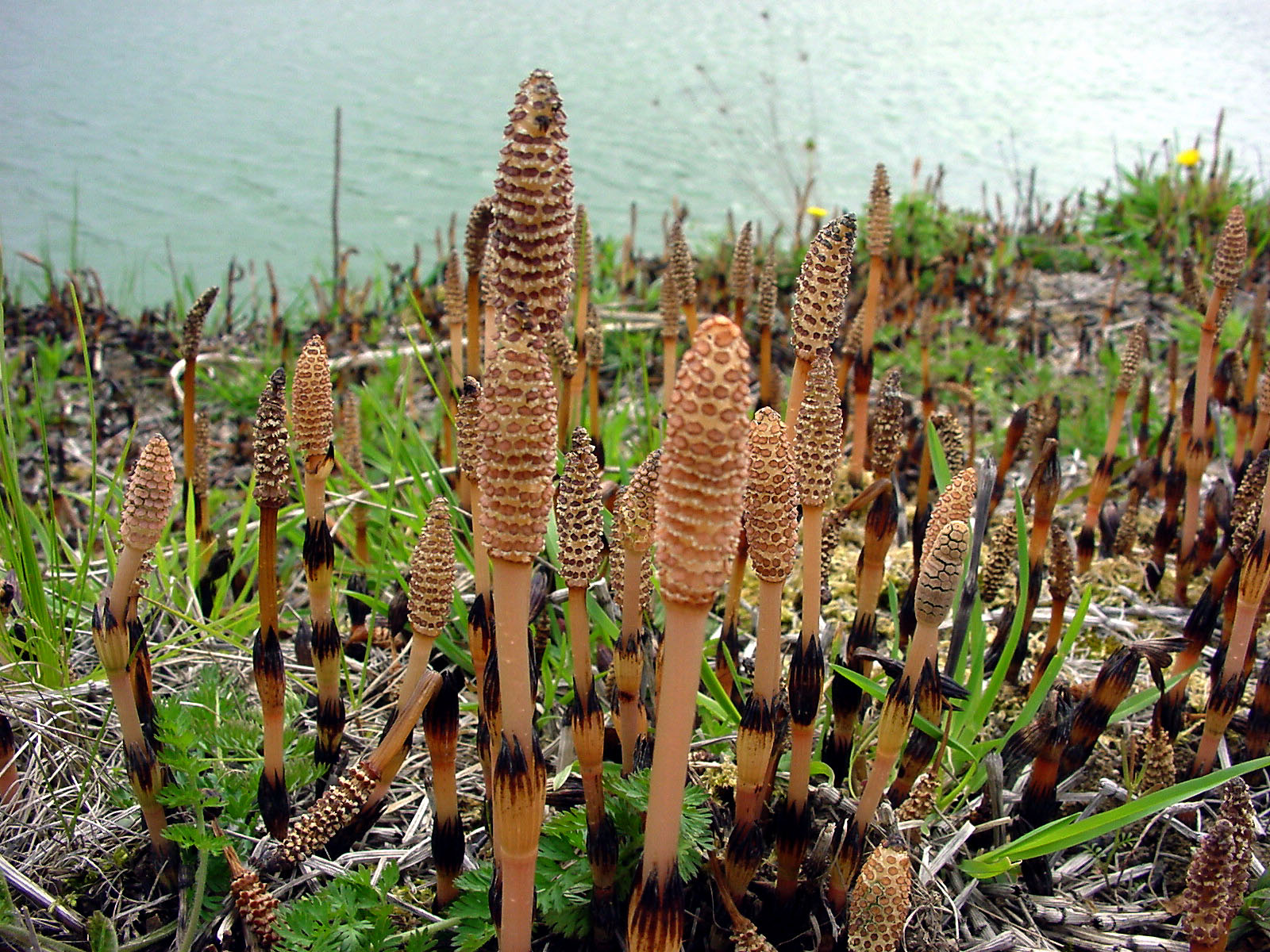
Tiges fertiles de prêles des champs portant les sporanges.
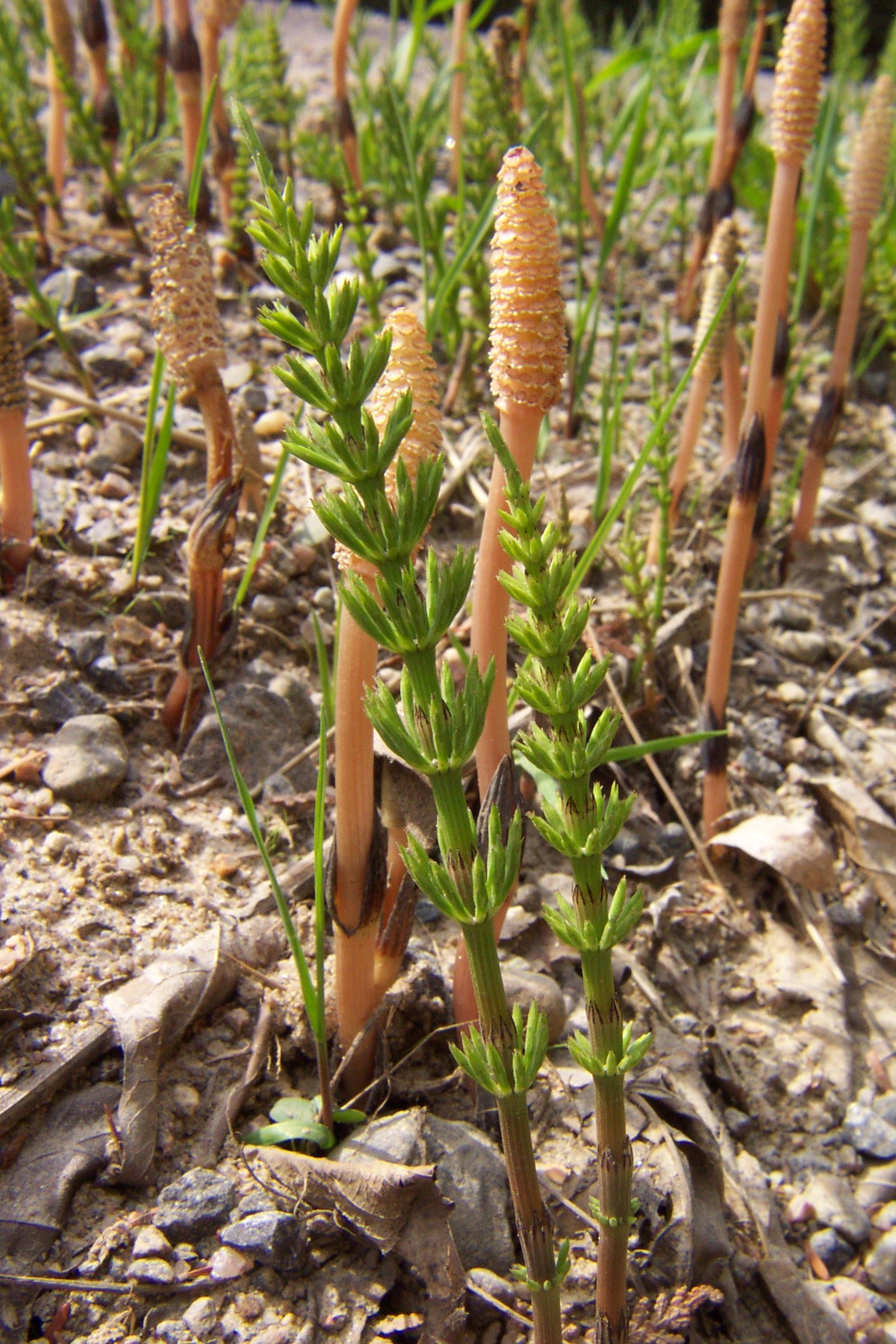
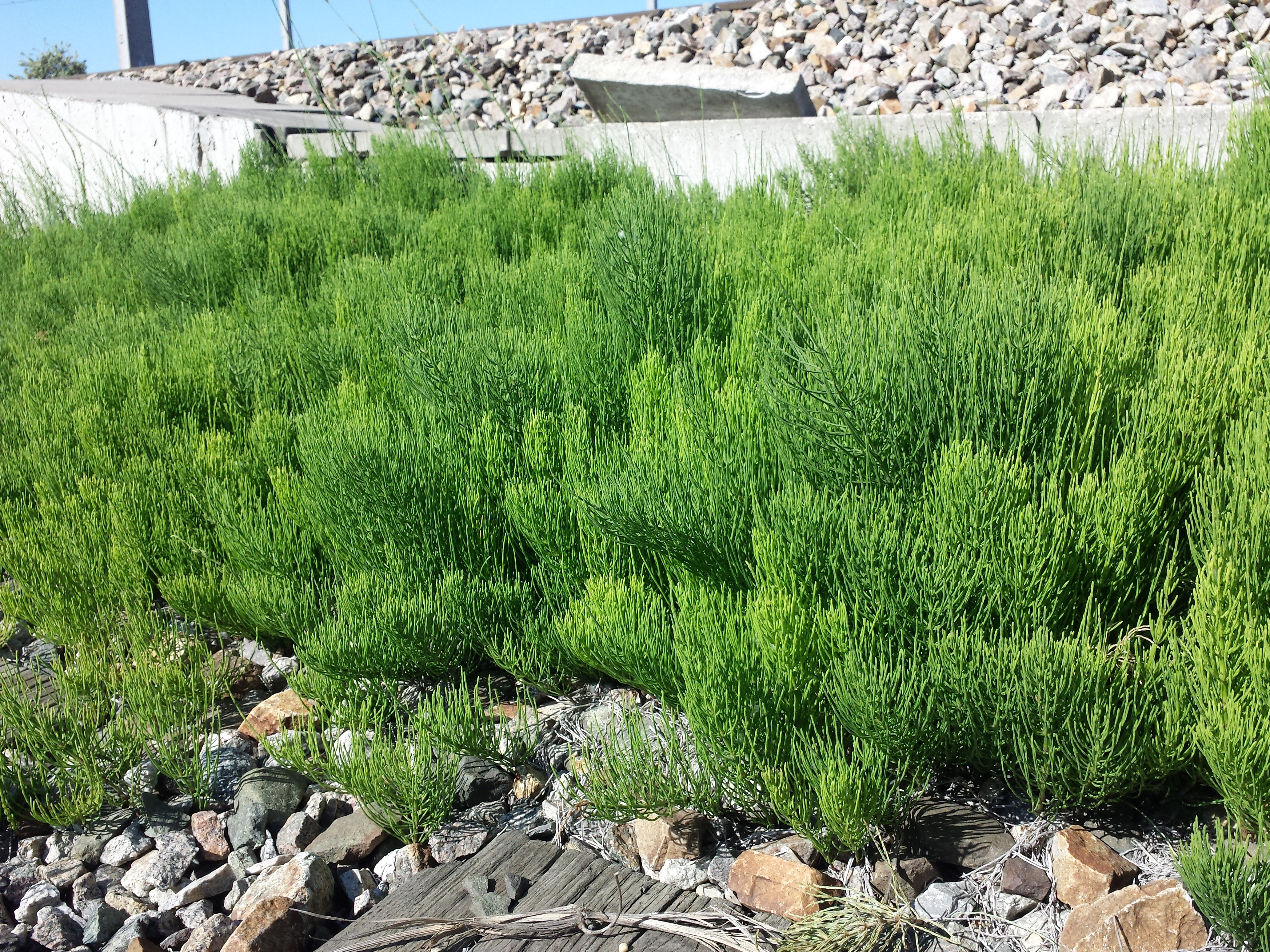
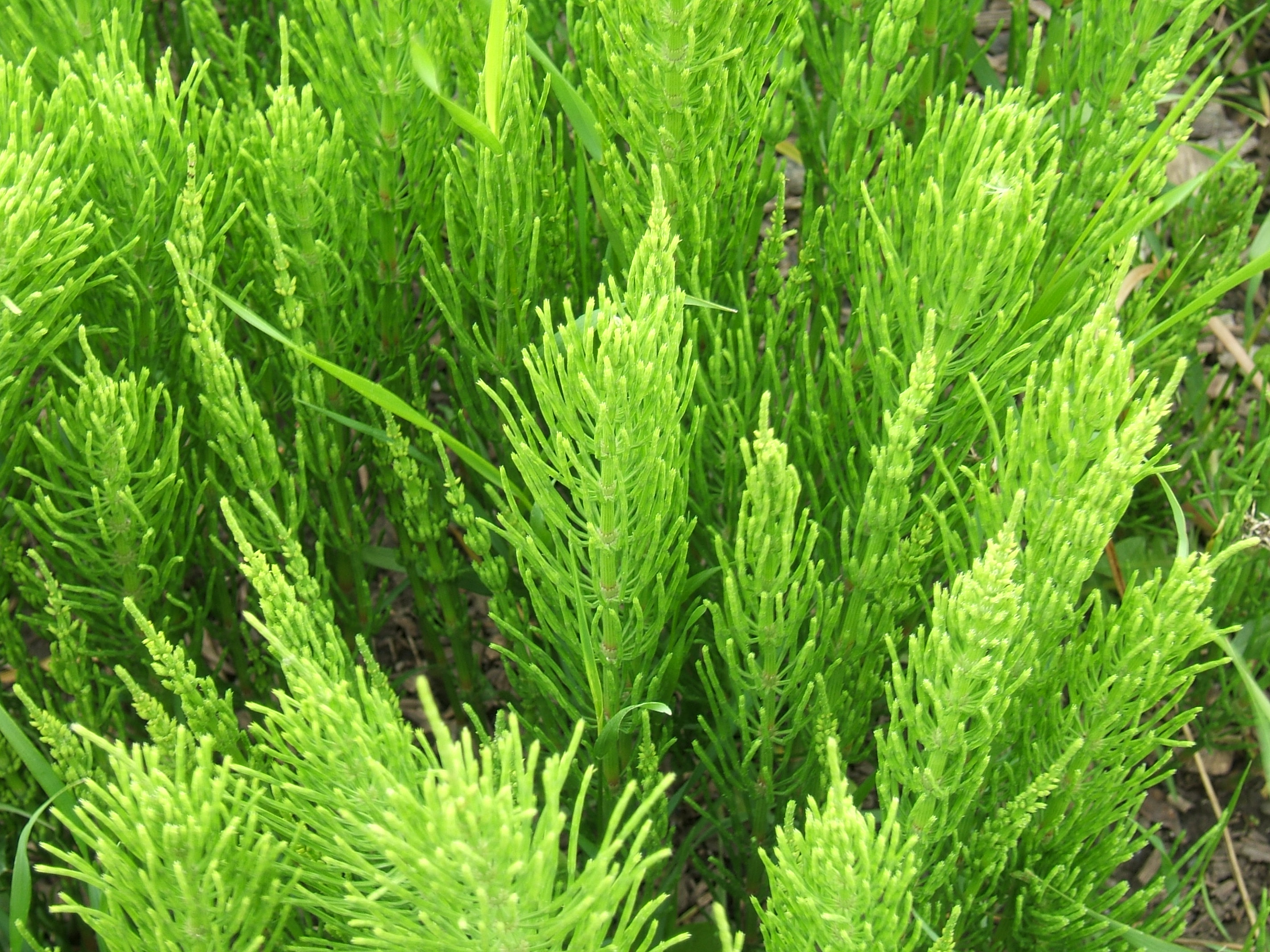